# Symfonie nr. 6 (Tsjaikovski)
Symfonie nr. 6 in b-mineur, Pathétique, opus 74 uit 1893 is de laatste symfonie van Pjotr Iljitsj Tsjaikovski, en het laatste werk dat tijdens zijn leven werd uitgevoerd. Hij droeg de symfonie op aan zijn neef Vladimir Davydov.

## Achtergrond
De zesde symfonie kan in zijn geheel beschouwd worden als een emotioneel geladen stuk, waarin klagende melodielijnen soms abrupt worden afgewisseld met heftige passages, of delen die aan een wals doen denken. 
Tsjaikovski gaf zelf de naam Патетическая (Patetitsjeskaja) aan de symfonie, wat gepassioneerd betekent. In het Frans werd dat Pathétique, dat zowel aandoenlijk als dramatisch kan betekenen. De titel komt zo overeen met die van de Pianosonate nr. 8 in c mineur, opus 13, van Ludwig van Beethoven, de Sonate Pathétique. In de eerste maten van de symfonie zijn motieven van deze pianosonate te herkennen.
Negen dagen na de première, die hij zelf dirigeerde, stierf de componist. Tsjaikovski was zeer tevreden over zijn werk. Hij beschouwde de Pathétique als zijn beste werk.
Na de première bracht hij evenwel nog enkele kleine correcties aan in de partituur. In die vorm wordt de symfonie sinds Tsjaikovski's dood uitgevoerd.

## Instrumentatie
De symfonie is geschreven voor een bezetting van 3 fluiten (waarvan een dubbelt op piccolo), 2 hobo’s, 2 klarinetten, 2 fagotten, 4 hoorns, 2 trompetten, 3 trombones, tuba, pauken, bekkens, grote trom, tamtam (ad libitum), eerste en tweede violen, altviolen, cello's en contrabassen. Soms wordt een basklarinet gebruikt om de fagotsolo in het eerste deel te spelen die met pppppp wordt aangeduid, om zo de gewenste zachtheid van het geluid te bereiken.

## Delen
De compositie kent vier delen:
1. Adagio - Allegro non troppo
2. Allegro con grazia
3. Allegro molto vivace
4. Finale: Adagio lamentoso

Het eerste deel begint als een rustig adagio. Halverwege wordt het eerder stevig gespeelde majeurthema nog eens zacht ingezet door de soloklarinet, waarbij de fagot de laatste noten overneemt in pppppp; dan barst het gehele orkest plots uit in fortissimo en begint het allegro vivo van de doorwerking. Het tweede deel doet als een wals aan, en is geschreven in een 5/4 maat, die veelvuldig in de Russische volksmuziek voorkomt.
Deel drie is levendig met soms kenmerken van een mars. Dit deel eindigt in een extatische uitbarsting van het gehele orkest met veel koperblazers en percussie. Het vierde deel is een langzaam en aangrijpend deel, waarin het lijden van Tsjaikovski zelf als het ware doorklinkt. Met een serie dalende noten van de strijkers begint het als een klaagzang. Gedurende dit deel is er een hartslag hoorbaar, gespeeld door afgewisseld blazers of de contrabassen. Na een korte opleving luidt een zachte slag op de tamtam het noodlot in. De muziek sterft langzaam maar zeker uit. De hartslag, gespeeld door de contrabassen, vertraagt en dooft uit, waarmee de symfonie op een zeer kalme maar indringende wijze eindigt.

## Klaus Mann
Symphonie Pathétique is ook de titel van een Duitstalige roman van Klaus Mann uit 1935, waarin de symfonie nr. 6 fungeert als centraal motief rond het innerlijk leven van Tsjaikovski, inclusief zijn vermeende zelfmoord. Vanwege de homo-erotische inhoud moest Mann voor de Amerikaanse markt in 1948 een gekuiste versie maken.